# From Here to Eternity: Live
From Here to Eternity: Live es un álbum en vivo de la banda punk The Clash emitido en 1999, es decir 13 años después de la separación del grupo. El orden de los temas no se corresponde cronológicamente con sus fechas de grabación en vivo sino que lo hace con las de su lanzamiento original.

## Listado de temas
1. "Complete Control" – 3:45  13 de junio de 1981 en Bonds, Nueva York
2. "London's Burning" – 2:03  30 de abril de 1978 en Victoria Park, Londres
3. "What's My Name" – 1:43  27 de julio de 1978 en Music Machine, Londres
4. "Clash City Rockers" – 3:30  7 de septiembre de 1982 en The Orpheum, Boston
5. "Career Opportunities" – 2:06  13 de octubre de 1982 en Shea Stadium, Nueva York
6. "(White Man) In Hammersmith Palais" – 4:28  7 de septiembre de 1982 en The Orpheum, Boston
7. "Capital Radio" – 2:58  18 de febrero de 1980 en Lewisham Odeon, Londres
8. "City of the Dead" – 2:47  28 de diciembre de 1978 en The Lyceum, Londres
9. "I Fought the Law" – 2:36  28 de diciembre de 1978 en The Lyceum, Londres
10. "London Calling" – 3:29  7 de septiembre de 1982 en The Orpheum, Boston
11. "Armagideon Time" – 5:05  18 de febrero de 1980 en Lewisham Odeon, Londres
12. "Train in Vain" – 4:43  13 de junio de 1981 en Bonds, Nueva York
13. "The Guns of Brixton" – 3:36  13 de junio de 1981 en Bonds, Nueva York
14. "The Magnificent Seven" – 6:09  7 de septiembre de 1982 en The Orpheum, Boston
15. "Know Your Rights" – 4:05  7 de septiembre de 1982 en The Orpheum, Boston
16. "Should I Stay or Should I Go" – 3:14  8 de septiembre de 1982 en The Orpheum, Boston
17. "Straight to Hell" – 7:24  8 de septiembre de 1982 en The Orpheum, Boston

## Personal
- Joe Strummer – voz y guitarra
- Mick Jones – guitarra y voz
- Paul Simonon – bajo y voz en # 13
- Topper Headon – batería en # 1, 2, 3, 7, 8, 9, 11, 12 y 13
- Terry Chimes – batería en # 4, 5, 6, 10, 14, 15, 16 y 17
- Micky Gallagher – teclado en # 11
- Mikey Dread – voz adicional en # 11

- Datos: Q2631889